# Мъчениците
„Мъчениците“ (на френски: Les Martyrs) е епос в проза на френския писател Франсоа Рене дьо Шатобриан, издаден през 1809 година.
Сюжетът описва пътуванията на древногръцки християнин из Римската империя и мъченическата му смърт по време на Диоклециановите гонения. Книгата се стреми да очертае приемствеността между духа на свободолюбие на Древна Гърция и социалната етика на християнството.
„Мъчениците“ е издадена на български през 1900 година в превод на Теодосий Скопски.